# Артуро Онофрі
Арту́ро Оно́фрі (італ. Arturo Onofri; нар. 15 вересня 1885, Рим — пом. 25 грудня 1928, Рим) — відомий італійський поет і художник. Експресіоніст.

## Біографія
Народився в Римі 15 вересня 1885 р., де прожив аж до своєї смерті. Після закінчення середньої школи працювам клерком в Червоному Хресті. Ще з дитинства присвятив себе літературній діяльності. Від шлюбу з Біс Сінібальді, в 1916 році, народились сини Джордж і Фабріціо Онофрі.

## Поезія
- 1907: Лірика / Liriche, Roma, Vita letteraria
- 1908: Трагічні вірші / Poemi tragici, Roma, Vita letteraria
- 1909: Пісні оазису / Canti delle oasi, Roma, Vita letteraria
- 1912: Невдоволення / Disamore, Roma, Vita letteraria
- 1914: Лірика / Liriche, Napoli, Ricciardi
- 1917: Оркестри / Orchestrine, Milano, La Diana
- 1921: Аріозо / Arioso, Roma, Bragaglia
- 1924: Смерч Ардженто / Le trombe d'argento, Lanciano, Carabba
- 1927: Бездуховність / Terrestrità del sole, Firenze, Vallecchi
- 1928: Перемога дракона! / Vincere il drago!, Torino, Ribet
- 1929: Подібно мелодії, що зупинилась у часі / Simili a melodie rapprese in mondo, Roma, Al tempio della Fortuna
- 1930: Повертається у космос / Zolla ritorna cosmo, Torino, Buratti
- 1932: Звуки Грааля / Suoni del graal, Roma, Al Tempio della Fortuna
- 1935: Відкриття квітки / Aprirsi fiore, Torino, Gambino